# Élisabeth de Gramont

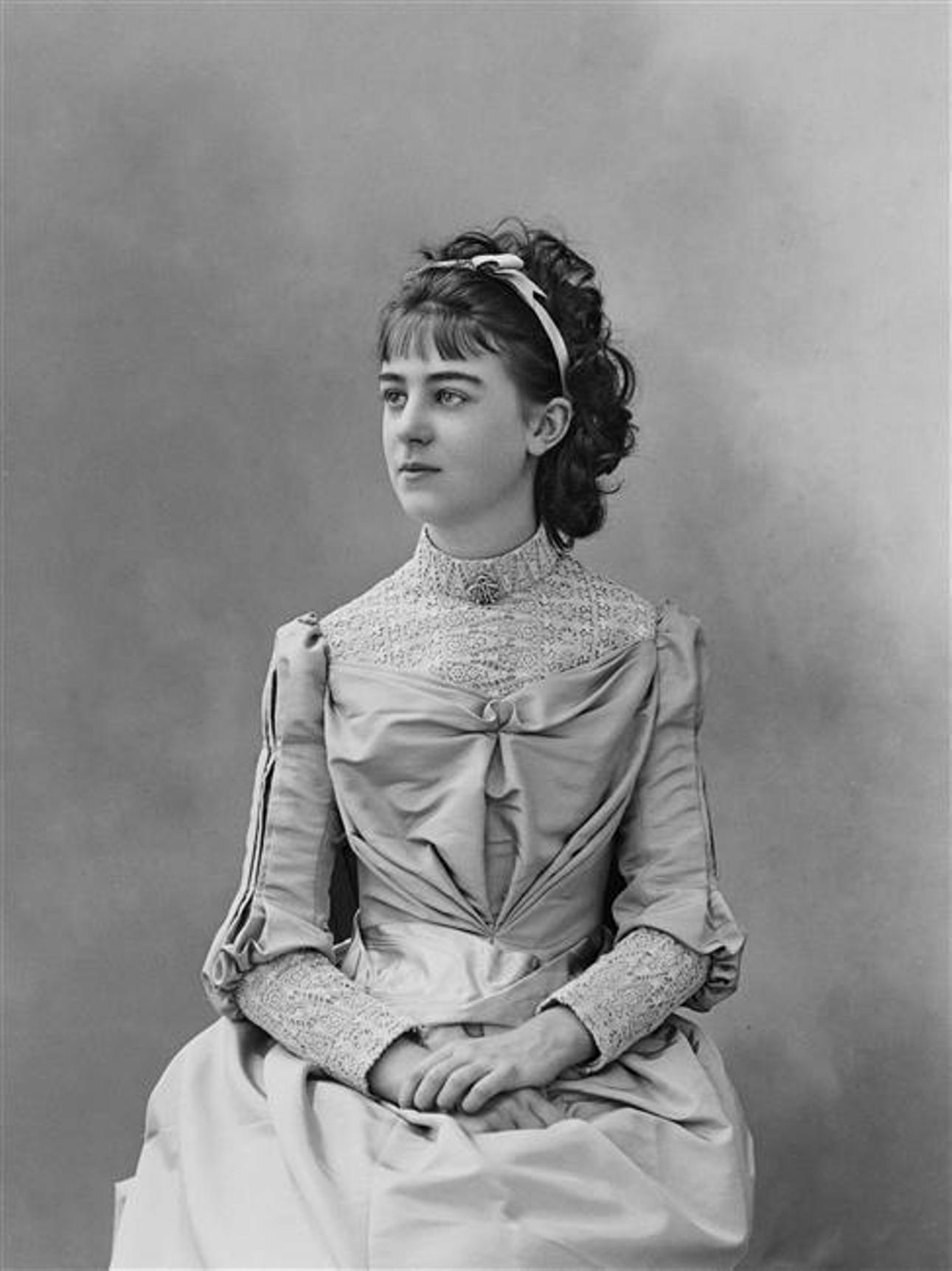
Élisabeth de Gramont, 1889 von Paul Nadar fotografiert

Antonia Corisande Élisabeth de Gramont (* 23. April 1875 in Nancy; † 6. Dezember 1954 in Paris, 16. Arrondissement), war eine französische Adlige und Femme de lettres, die vor allem für ihre lange homosexuelle Beziehung mit Natalie Clifford Barney bekannt wurde. Mit dem Spitznamen „die rote Herzogin“ oder „Lily“ im Familienkreis schrieb sie unter ihren Ehenamen Élisabeth de Clermont-Tonnerre oder unter ihrem Mädchennamen Élisabeth de Gramont.

## Leben
Sie war eine Nachfahrin von Heinrich IV. und die Tochter von Antoine XI. Alfred Agénor, Duc de Gramont, Fürst von Bidache, und Isabelle de Beauvau-Craon, die nach ihrer Geburt an Kindbettfieber starb. Sie ist die Halbschwester des Duc de Guiche, eines engen Freundes von Marcel Proust, und auch die Nichte des Memoirenschreibers Comte de Gramont.
Nachdem sie im höchsten Adel aufgewachsen war, heiratete sie am 2. Juni 1896 in Paris im 8. Arrondissement, am nächsten Tag in der Kirche Saint Pierre de Chaillot Aimé François Philibert, Marquis und später Duc de Clermont-Tonnerre (1871–1940). Das Paar hatte zwei Töchter:
- Antonia-Béatrix-Corisande (1897–1930); ⚭ 26. April 1921 (ohne Zustimmung der Eltern und in Abwesenheit der Familie) André Gault (1879–1952), Sohn eines Börsenmaklers; aufgrund von Missverständnissen wurde die Ehe 1924 durch Scheidung aufgelöst. Keine Nachkommen.
- Isabelle-Gabrielle-Diane (1902–1950); ⚭ 1924 Comte Guy de Berlaymont (1892–1946); ihre Tochter ist Elisabeth de Berlaymont (* 1924); ⚭ (1) 1949 Comte Charles de Chabannes La Palice (1928–1988); ⚭ (2) Ahmed Hadj-Hamou (1920–1993)

Sie war eng mit Robert de Montesquiou, Remy de Gourmont, Oscar Vladislas de Lubicz-Milosz und Marcel Proust verbunden, den sie 1903 kennengelernt hatte und den der junge Haushalt manchmal auf sein Anwesen auf dem Land einlud. Die Herzogin veröffentlichte im Übrigen ein Buch zur Erinnerung an ihre Freundschaft mit Marcel Proust, mit dem sie bis zu ihrem Lebensende in Verbindung blieb. In ihren Mémoires erwähnt sie viele der Personen, die Proust zu Auf der Suche nach der verlorenen Zeit inspiriert haben. Sie war wütend über die geplante Wiederverheiratung (die dritte, da er zweimal verwitwet war) ihres Vaters, Herzog Agénor, mit einer viel jüngeren italienischen Adligen, die schließlich 1907 stattfand und ihm zwei Söhne schenkte.

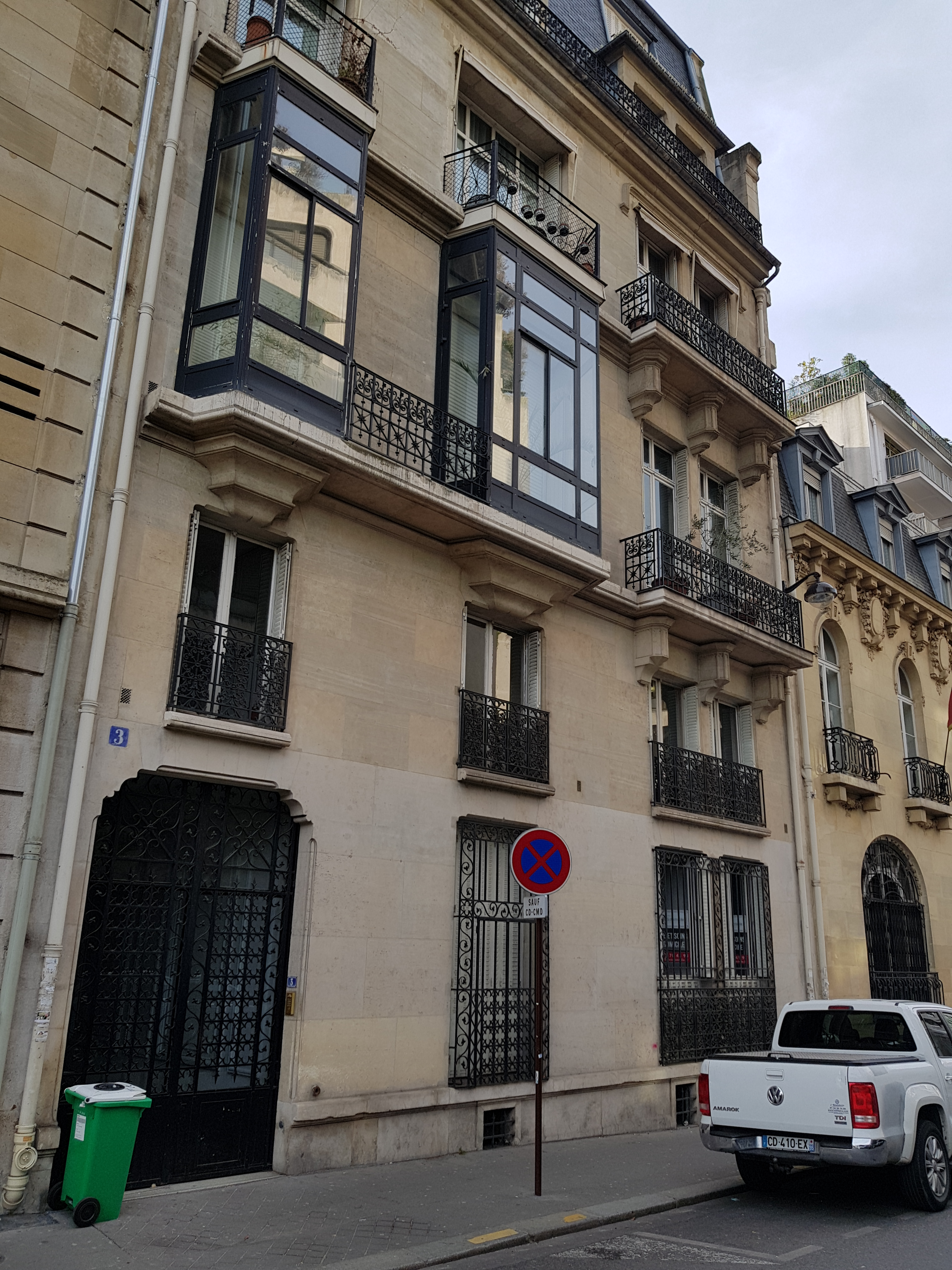
Rue de la Faisanderie 3, 16. Arrondissement, letzter Wohnsitz von Élisabeth de Clermont-Tonnerre.

1906 malte Louise-Cathérine Breslau sie in dem Portrait de la duchesse de Clermont-Tonnerre à l’ombrelle.
Im Frühjahr 1909 lernte sie Natalie Clifford Barney kennen und wurde am 1. Mai 1910 deren Geliebte, was ihr Jahrestag des Kennenlernens wurde. Obwohl sie beide untreu waren, hielt ihre Beziehung den Rest ihres Lebens. Am 20. Juni 1918 setzte Natalie einen symbolischen „Ehevertrag“ auf, der sie im Wesentlichen zumindest im Geiste, aber nicht körperlich aneinander band, ein Vertrag, der von beiden bis zum Tod eingehalten wurde. Am 24. Dezember 1920 ließ sie sich von ihrem Ehemann scheiden. Andererseits lud sie Romaine Brooks zu sich aufs Land ein und ließ sich von ihr porträtieren, obwohl diese eine Liaison mit Natalie hatte.
Sie war eigensinnig und für ihre Direktheit bekannt, verärgerte sie ihre gesamte engere Familie, als sie die wohlhabende Welt, in der sie aufgewachsen war, verließ, um den Sozialismus zu unterstützen, an den Paraden der Volksfront teilnahm und sich mit linken Politikern anfreundete. Dennoch bemühte sie sich in mehreren Büchern, den Lebensstil ihres sozialen Umfelds zu beschreiben.
Sie starb in der Rue de la Faisanderie im Pariser 16. Arrondissement (nachdem sie ab 1929 im Hotel Dreyfus in der Rue Mallet-Stevens 7 gewohnt hatte). Sie wurde in Glisolles in der privaten Grabkapelle der Clermont-Tonnerre begraben.

## Werke
- Un collier de villes, Évreux, Charles Hérissey, 1910, OCLC 463770300
- Histoire de Samuel Bernard et de ses enfants, Paris, Librairie ancienne Honoré Champion, 1914,
- Du bon ton, Paris, Ernest Flammarion, 1923, OCLC 6986641
- Robert de Montesquiou et Marcel Proust, Flammarion, 1925
- Mémoires: Au temps des équipages (Band 1), Paris, Bernard Grasset, 1928, OCLC 925572, Neuausgabe 2017
- Mémoires: Les Marronniers en fleurs (Band 2), Paris, Bernard Grasset, 1929, OCLC 459533472
- Le Golf, Paris, Nouvelle Société d'Édition, 1930, OCLC|254628095
- Louise-Catherine Breslau et Degas, La Revue de Paris, Nr. 20, 1932
- Mémoires: Clair de lune et taxi (Band 3), Paris, Bernard Grasset, 1932, OCLC 21190012
- Mémoires: La Treizième Heure (Band 4) Paris, Bernard Grasset, 1935, OCLC 29243821
- Almanach des bonnes choses de France, Paris, G. Crès, 1920, OCLC 8270885
- Le Chemin de l’U.R.S.S, Paris, Rieder, 1933, OCLC 557789064
- Le Diable chez la marquise, Illustrations von Chas-Laborde, 1938, OCLC 504150077
- Autour de Saint-James, Paris, Éditions du Pavois, 1945, OCLC 12896450
- Barbey d'Aurevilly, Paris, Bernard Grasset, 1946, OCLC 2012464
- Marcel Proust, Paris, Flammarion, 1948, OCLC 1949975
- La Famille des Clermont-Tonnerre depuis l'an 1070, Paris, Fasquelle, 1950
- La Femme et la Robe: des modes et de leurs singularités, Paris; Genève, La Palatine, 1952
- Souvenirs du monde de 1890 à 1940, Paris, Bernard Grasset, 1966, OCLC 491424090